# John Paul (Radsportler)
John Paul (* 21. April 1993 in Lybster; † vor dem 9. März 2022) war ein schottischer Bahnradsportler.

## Sportliche Laufbahn
Bei den Commonwealth Games 2010 im indischen Delhi belegte die schottische Mannschaft, bestehend aus John Paul, Callum Skinner und Chris Pritchard, im Teamsprint Platz drei. 2011 errang Paul bei den Junioren-Bahnweltmeisterschaften in Moskau den Titel im Sprint. Im selben Jahr wurde er zweifacher Junioren-Europameister im Sprint sowie im Keirin. Ab 2012 startete er in der Elite; bei den nationalen Bahn-Meisterschaften wurde er Siebter im Sprint und Neunter im Keirin. Beim Lauf des Weltcups in Guadalajara belegte er im Teamsprint mit Lewis Oliva und Callum Skinner Platz drei.
2013 wurde Paul aus dem British Cycling Academy Programme gestrichen, da er im Vorfeld der Commonwealth Games 2014 nicht die sportlichen Vorgaben erfüllt habe. 2015 wurde er für die UEC-Bahn-Europameisterschaften der Junioren/U23 nominiert, konnte sich aber nicht auf einem vorderen Rang platzieren. Anschließend beendete er seine Radsportlaufbahn.
John Paul starb im März 2022 im Alter von 28 Jahren unerwartet im Schlaf, so die offizielle Mitteilung.

## Erfolge
2011
- Junioren-Weltmeister – Sprint
- Junioren-Europameister – Sprint, Keirin
- Britischer Junioren-Meister – Sprint